# Gdovka
Gdovka (russisk: Гдовка, tr. Gdovka) er en flod i Godovskij rajon i Pskov oblast, Rusland. Floden udspringer i mosen Pesij mokh. Den udmunder i Tjudskoje ozero. Det er 23 kilometer lang og har den afvandingsområde på 150 km2. Byen Gdov og landsbyen Ustje er beliggende ved bredden af Gdovka.
58°45′37″N 27°46′48″Ø / 58.7602°N 27.780056°Ø